# Хлупин
Хлупин (бел. Хлупін) — деревня в Озеранском сельсовете Житковичского района Гомельской области Белоруссии.
На юге национальный парк «Припятский».

## Административное устройство
До 11 января 2023 года входила в состав Переровского сельсовета. В связи с объединением Озеранского и Переровского сельсоветов Житковичского района Гомельской области в одну административно-территориальную единицу — Озеранский сельсовет, включена в состав Озеранского сельсовета.

## География

### Расположение
В 49 км на юго-восток от районного центра и железнодорожной станции Житковичи (на линии Лунинец — Калинковичи), 282 км от Гомеля.

### Гидрография
На севере озеро Плесо.

## Транспортная сеть
Транспортные связи по просёлочной, затем автомобильной дороге Черничи — Житковичи. Планировка состоит из чуть изогнутой улицы, ориентированной вдоль озера с юго-запада на северо-восток, к которой с востока присоединяется переулок. Застройка односторонняя, деревянная, усадебного типа.

## История
По источникам известна как минимум с 15 сентября 1659 года. В XIX веке в деревне находился один из Туровских крестов (из камня, относиться к временам принятия христианства), что свидетельствует о заселении этих мест с давних времён. В XVIII веке известна как селение в Мозырском повете Минском воеводстве Великого княжества Литовского. После 2-го раздела Речи Посполитой (1793 год) в составе Российской империи. В 1834 году в Туровском казённом поместье. С 1896 года работала водяная мельница. В 1908 году в Туровской волости Мозырского уезда Минской губернии. В 1911 году в наёмном доме открыта школа.
В результате пожара, который был устроен 5 ноября 1920 года вооружённым отрядом С. Н. Булак-Булаховича, погибли 6 жителей. В 1930 году организован колхоз «Ленинский путь». Во время Великой Отечественной войны в июле 1942 года немецкие оккупанты полностью сожгли деревню и убили 21 жителя. За время оккупации каратели убили 58 жителей. 39 жителей погибли на фронтах. Согласно переписи 1959 года. Центр агрокомплекса «Хлупин» национального парка «Припятский». Действуют 9-летняя школа, Дом культуры, библиотека, фельдшерско-акушерский пункт, отделение связи, 2 магазина.

## Население

### Численность
- 2020 год — 195 жителей[3]

### Динамика
- 1811 год — 17 дворов
- 1816 год — 73 жителя
- 1834 год — 19 дворов, 130 жителей
- 1897 год — 46 дворов, 294 жителя (согласно переписи)
- 1908 год — 412 жителей
- 1917 год — 446 жителей
- 1925 год — 87 дворов
- 1940 год — 112 дворов 350 жителей
- 1959 год — 657 жителей (согласно переписи)
- 2004 год — 138 хозяйств, 377 жителей
- 2020 год — 195 жителей